# Вирккунен, Хенна
Хе́нна Ма́риа Ви́рккунен (фин. Henna Maria Virkkunen; 4 июня 1972, Йоутса, Финляндия) — финский политик, член Парламента от партии Национальная коалиция. Депутат Европейского парламента с 1 июля 2014 года. С 19 декабря 2008 года по 22 июня 2011 года — министр образования во втором кабинете Ванханена, с 22 июня 2011 года — министр государственного управления и местного самоуправления в кабинете Катайнена, с 4 апреля по 26 июня 2014 года — министр транспорта и по делам местного самоуправления в кабинете Стубба.

## Биография
Родилась 4 июня 1972 года в местечке Йоутса.
С 19 декабря 2008 года по 22 июня 2011 года — министр образования во втором кабинете Ванханена.
22 июня 2011 года назначена министром государственного управления и местного самоуправления в кабинете Катайнена (иногда её должность переводят иначе — «министр по делам государственной администрации и местного самоуправления»). После того, как в конце марта 2014 года партия «Левый союз» заявила о своём выходе из правительства и министр транспорта Мерья Кюллёнен подала в отставку, обязанности министра транспорта были возложены на Вирккунен. Её новая должность называется Министр транспорта и по делам местного самоуправления (фин. Liikenne- ja kuntaministeriksi), к исполнению своих обязанностей в новой должности она приступила 4 апреля 2014 года.
По результатам выборов в Европейский парламент 14 мая 2014 года прошла в Европейский парламент и покинула правительство 24 июня 2014 года, её место заняла Паула Рисикко. 26 мая 2019 года переизбрана.

## Семья
- Муж — Матти Мякинен (фин. Matti Mäkinen)